# Jidáš Iškariotský
Jidáš Iškariotský, (hebrejsky יהודה איש־קריות, Jehuda iš Karijot, tj. Jehuda z Karijot) je biblická novozákonní postava. Šlo o jednoho z 12 původních apoštolů Ježíše Krista, který svého mistra zradil a umožnil jeho zatčení. V biblických textech je líčen jako záporná postava, poněkud jiný pohled mají gnostické apokryfy, z nichž nejznámější je Evangelium podle Jidáše.

## Jméno
Jméno Jidáš odpovídá jménu Juda. Pro odlišení od Judy bratra Jakuba se používá přídomek Iškariotský. Kralická bible používá jméno Judas Iškariotský. V řeckém originálním textu zní jeho jméno Ἰούδας Ἰσκαριώτης.
Existuje několik výkladů jeho původu. Nejrozšířenější vysvětlení jej vykládá jako „muž z Keriót“ hebrejsky iš Kariot, což je odkaz na jeho rodnou ves, ležící poblíž Hebronu a zmiňovanou dvakrát v bibli. Kritiky tohoto výkladu je však poukazováno na to, že všichni Ježíšovi následovníci mají být z Galileje[zdroj?] a Jidáš by jediný byl z Judeje. Jiní jej interpretují jako variaci výrazu „sikario“ jako by šlo o narážku na bojovníka, ozbrojeného dýkou, která se latinsky nazývá sica. A nakonec je tento přídomek pokládán za jednoduchý přepis hebrejsko-aramejského výrazu, který znamená: „Ten, který ho měl zradit“.

## V křesťanství

### Označení v evangeliích
Označení „ten, který ho měl zradit“ se vyskytuje dvakrát v Janově evangeliu, tedy po Petrově vyznání víry a potom během pomazání v Betánii. Další pasáže naznačují, že zrada právě probíhala, když říkají „Ten, který ho chtěl zradit“ – během poslední večeře po oznámení zrady a po Ježíšově uvěznění. Naproti tomu seznamy Dvanácti apoštolů mluví o zradě jako o faktu, ke kterému již došlo: Jidáš Iškariotský, který ho pak zradil, tak jak to říká Marek, Matouš a Lukáš mají rovnocenné výrazy. V každém případě je opakovaně jmenován „jedním z Dvanácti“. nebo „z počtu Dvanácti“. Ježíš dokonce dvakrát, když mluví k apoštolům, právě o něm říká: „jeden z vás“. A Petr o něm řekne, že „se počítal k nám a měl účast na této naší službě“.

### Teologické otázky
V historii biblického výkladu se objevují různé problémy:
Ježíš věděl od počátku, že v Jidášově životě jsou nějaká nebezpečí, že může udělat nesprávná rozhodnutí.[zdroj⁠?!] Jidáš se staral o peníze (Jan 12, 6b; 13, 29a) a v Janově evangeliu je označen také za zloděje (Jan 12, 6a). Tajemství volby vyniká ještě více, když o něm Ježíš pronáší velmi přísný soud: „Běda tomu člověku, který Syna člověka zradí!“ (Mt 26, 24). Ještě hutnějším se pak stává tajemství jeho věčného údělu, dozvídáme-li se, že se v Jidáši hnulo svědomí a přinesl velekněžím a starším těch třicet stříbrných nazpátek a řekl: „Zhřešil jsem: zradil jsem nevinnou krev“ (Mt 27, 3-4). I když se pak vzdálil, aby se šel oběsit (srv. Mt 27, 5).
Otázka, proč Jidáš Ježíše zradil, je také předmětem různých hypotéz. Někteří poukazují na faktor jeho lačnosti po penězích, jiní zastávají vysvětlení mesiánské povahy: Jidáš byl prý zklamán tím, že Ježíš nezařadil do svého plánu politicko-vojenské osvobození své země. Evangelní texty však ve skutečnosti kladou důraz na další aspekt: Jan výslovně praví, že „ďábel už vnukl Jidáši Iškariotskému, synu Šimonovu, myšlenku, aby ho zradil“ (Jan 13, 2); podobně píše Lukáš: „Tu vstoupil satan do Jidáše zvaného Iškariotský, který byl z počtu Dvanácti“ (Lk 22, 3). Tímto způsobem jsou překročeny historické motivace a událost se vysvětluje na základě osobní odpovědnosti Jidáše, který podlehl pokušení Zlého. 
Existuje ještě jeden, naprosto odlišný výklad: Jidáš zradil Ježíše na jeho vlastní žádost. Ježíš sám se zabít nemohl, protože to odporovalo jeho učení a ani nemohl udělat cokoli, co by se jako sebevražda dalo vykládat. Přesto se ale oběť přinést chtěl. Proto požádá jednoho ze svých učedníků. A Jidáš to udělá, ačkoliv ví, že bude zatracen, učiní oběť jiného druhu. Ale jeho oběť je pro stoupence učení i pro člověka příliš těžká a on ji (na rozdíl od Božího syna) neunese.[zdroj?]

## Kritika
Stejně tajemnou zůstává i jeho postava, kolem které existuje mnoho smyšlenek a teorií. Nejextrémnější z nich postulují názor, že nikdy neexistoval a že do evangelijního příběhu byl zařazen z „dramaturgických“ důvodů (John Shelby Spong), případně jako pokus svést vinu za ukřižování Ježíše na židy v době, kdy raná církev už nepodnikala misii mezi vyznavači judaismu, a naopak se snažila usmířit si římskou moc (Pinchas Lapide). Nepřímým důkazem toho, že Jidáš je pozdějším dodatkem, je podle nich úplná nepřítomnost postavy Jidáše v nejstarších dokumentech Nového zákona (Pavlových listech sepsaných v letech 40–60 po Kr.). Naopak v evangeliích se Jidáš objevuje – čím mladší to které evangelium je, tím více podrobností o Jidášově zradě dodává.
Postava Jidáše se ve středověké Evropě stala ztělesněním všech židů a příběh Jidášovy zrady se stal jedním ze zdrojů křesťanského antijudaismu. Právě z řad mnoha katolických a protestantských historiků (např. William Klassen) vzešel pokus přehodnotit Jidášovu postavu.

## Umění a tradice
Dante Alighieri ve své Božské komedii umístil Jidáše na absolutně nejhorší místo v pekle - do tlamy samotného Lucifera.
Ve východních Čechách se místy dochoval velikonoční zvyk Vodění Jidáše. Stejný zvyk existuje také v polském Pruchniku.